# Hôtel de Brionne
El hôtel de Brionne, también conocido como hôtel d'Armagnac, es una mansión privada parisina, construida alrededor de 1676, fue reconstruida en 1734, según los planos del arquitecto Robert de Cotte . Fue destruido alrededor de 1806.

## Historia
El hôtel particulier conocido como hôtel d'Armagnac, o de Brionne, fue construida alrededor de 1676 para el Gran Equerry de Francia, Louis de Lorraine, Conde de Armagnac, Charny y Brionne.

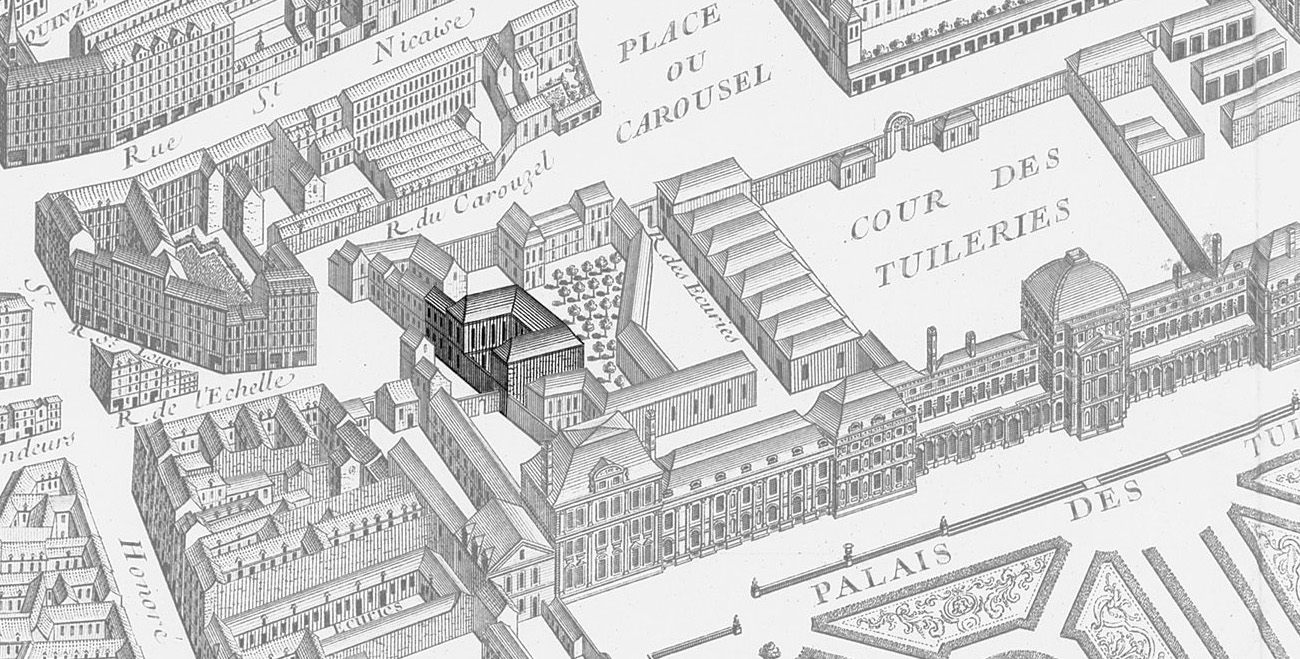
El Hôtel de Brionne sobre el plano de Turgot de 1739.

En 1734, fue reconstruido, en un terreno al borde de las Tullerías, siguiendo los planos de Robert de Cotte, arquitecto de Charles de Lorraine (1684-1751), conde de Armagnac, séptimo hijo del anterior, que también obtuvo, en 1712, el cargo de Gran Equerry de Francia.
Fue llamada simultáneamente por los dos nombres de Brionne y Armagnac, pero finalmente se denominó simplemente hôtel de Brionne. Parece que se separó del Hôtel de La Vallière en 1772, pero se unió con el bajo Luis XVI.
Durante la Revolución, el Comité General de Seguridad se trasladó allí en la primera semana del mes de mayo de 1793. Luego lo compartió  con otros Comités y Comisiones. Un pasaje cubierto permitía comunicar con el Palacio de las Tullerías. El Comité lo ocupa solo desde el mes de abril de 1794 hasta su disolución en octubre de 1795.
En 1801, fue la residencia de Caroline Bonaparte y Joachim Murat, como lo atestigua la duquesa de Abrantès.. "Un día fui a verla al Hotel de Brionne donde se hospedaba entonces. Elle ocupaba la planta baja, y el señor Benezech y toda su familia estaban en el primer piso".
Fue demolido hacia 1806, al mismo tiempo que los demás edificios de la rue du Carrousel, lo que provocó la desaparición de esta calle parisina. La Place du Carrousel se extiendio entonces desde las Tullerías hasta la altura de la Rue de Rohan, y desde la gran galería del paseo marítimo hasta la que discurre a lo largo de la Rue de Rivoli. La limpieza se completó en 1849.

Hôtel de Brionne, élévations et coupes (1734)
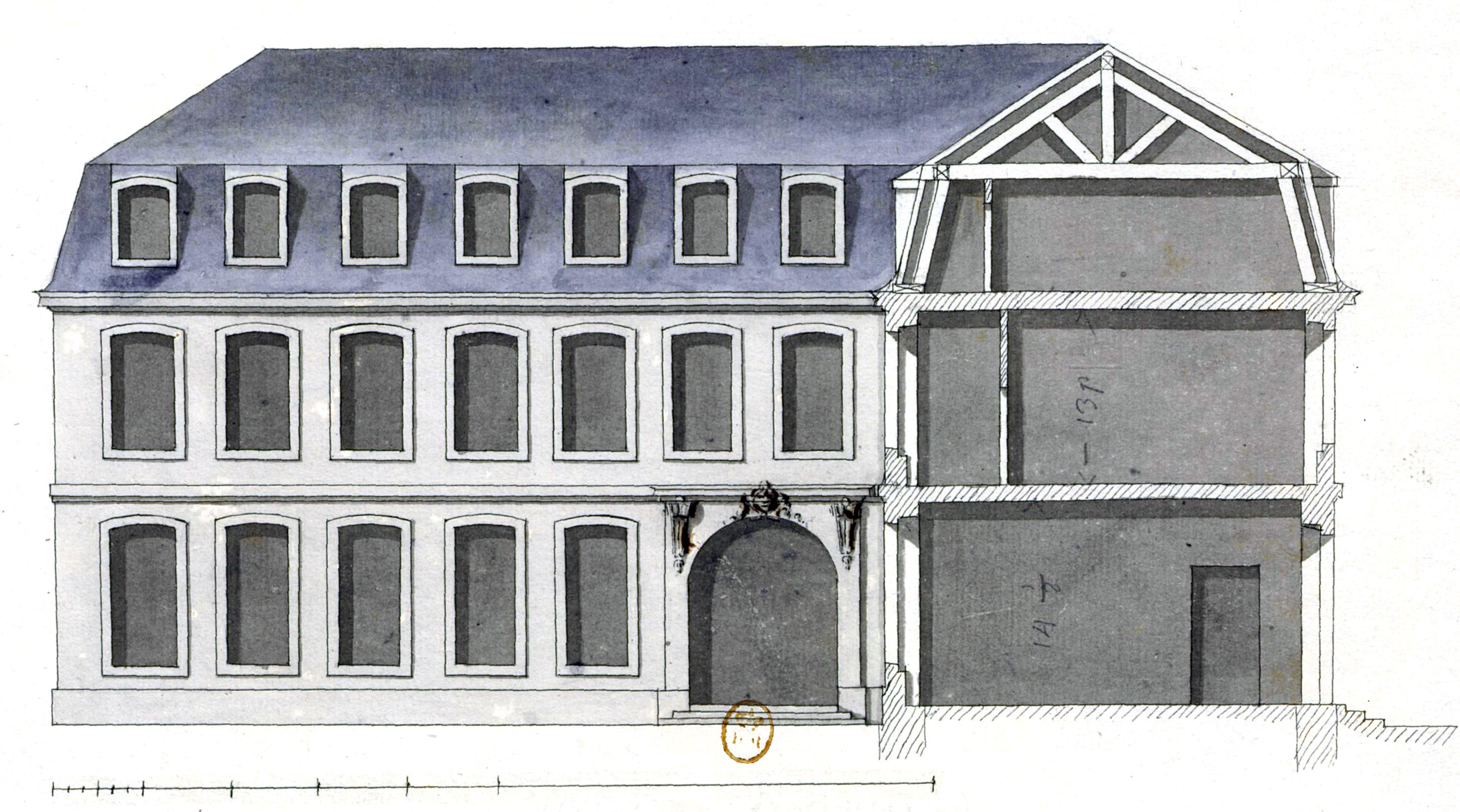
Ala izquierda.
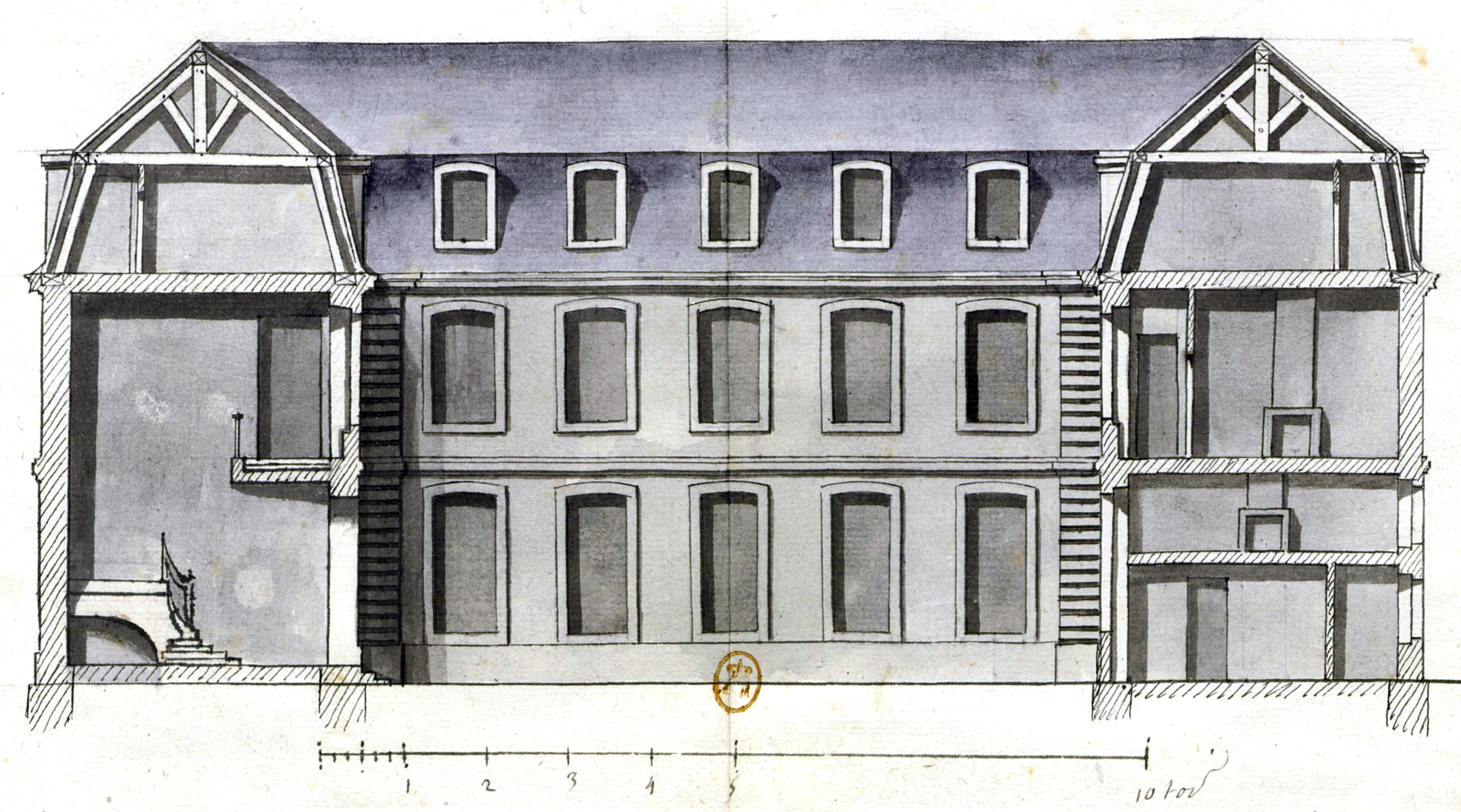
Fachada del patio.